# Voie Appienne
Pour les articles homonymes, voir Appia.

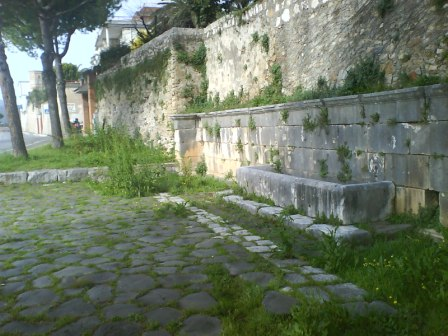
Fontaine sur la Voie Appienne à Formia.

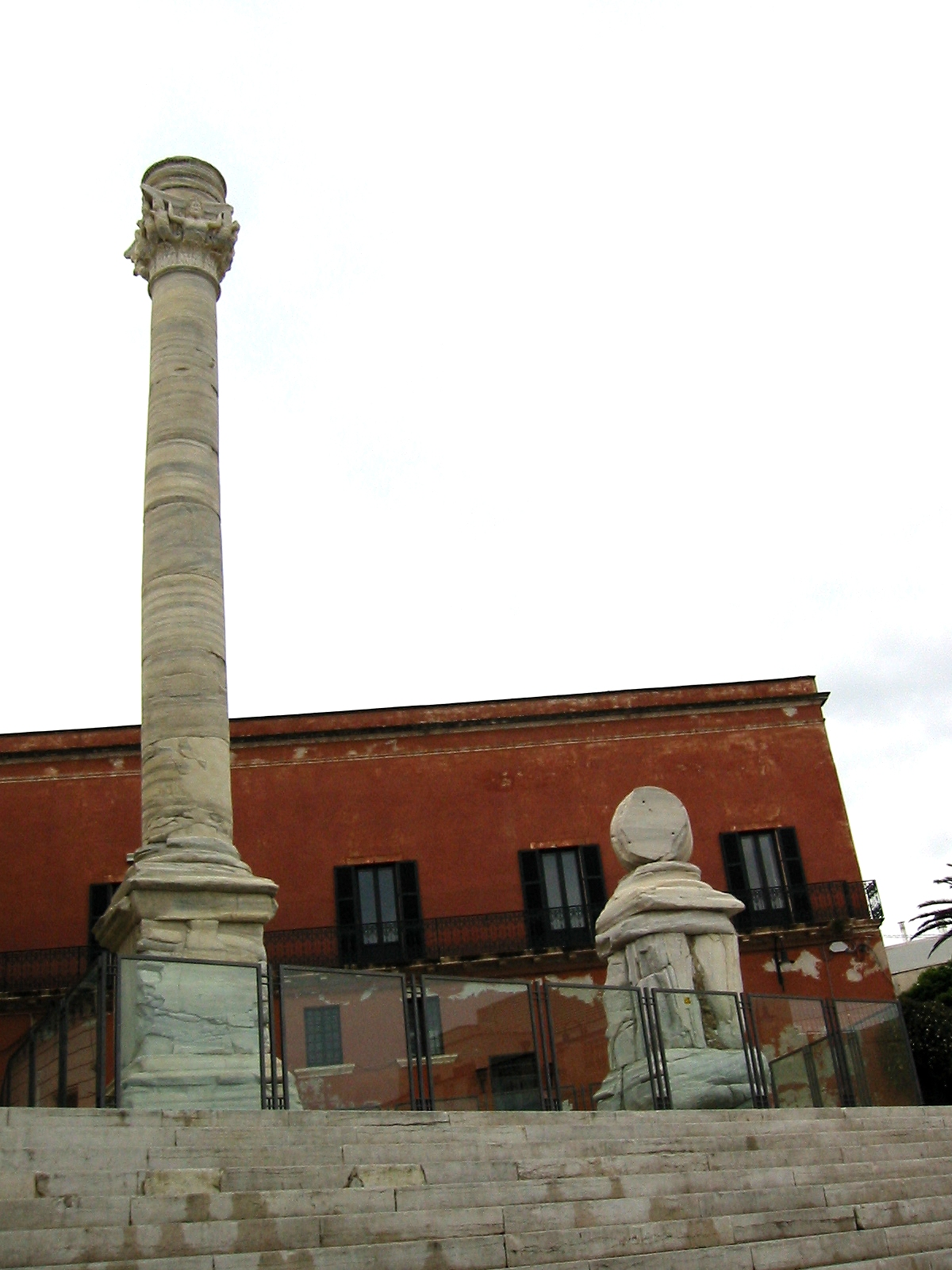
Les deux colonnes marquant la fin de la Voie Appienne à Brindisi.

La Voie Appienne (Via Appia) est une voie romaine de près de 500 km de longueur, partant de Rome, longeant la côte tyrrhénienne, traversant les terres de la Campanie et de la Basilicate pour terminer dans les Pouilles. Elle fut construite en 312 av. J.-C. à l'initiative d'Appius Claudius Caecus. Elle joignait à l'origine Rome à Capoue, puis fut prolongée jusqu'à Brindisi (Brundisium).
À l'issue de la troisième guerre servile en 71 av. J.-C., les esclaves sous le commandement de Spartacus furent écrasés par Crassus, les 6 000 survivants furent crucifiés le long de la Voie Appienne.
La Voie Appienne est certainement la voie romaine la mieux conservée, et de nos jours de nombreux vestiges sont encore visibles. Son importance est confirmée par le surnom de « Reine des voies » (Regina Viarum) que lui donnaient les Romains, à l'origine de l'expression prendre « la voie royale ».

## Historique
Les travaux de construction de la Voie Appienne débutèrent en 312 av. J.-C., amorcés par le censeur Appius Claudius Caecus, appartenant à la famille patricienne des Claudii. Il fit restructurer et élargir une voie préexistante qui reliait Rome à la colline d’Albano.
Le parcours original partait du sud de Rome, près des thermes de Caracalla, passait près des catacombe de Saint-Calixte, de Saint Sébastien et de Sainte Domitille, puis Ariccia, le forum Appio, Terracine, Fondi, Itri, Formia, Minturno (Minturnae), Mondragone (Sinuessa), et enfin Capoue qui était passée sous contrôle romain, Appius Claudius Caecus y voyant un facteur d'unité politique et économique entre les deux villes. La voie avait comme fonction principale d'envoyer le plus vite possible des troupes vers le sud de l'Italie, afin de consolider la domination de Rome sur cette partie de la péninsule. En 191 av. J.-C., elle fut prolongée vers Tarente et Brindisi, plus important port de commerce avec la Grèce et l'Orient à l'époque, et d'où embarquaient les légions pour l'Afrique et l'Asie mineure. D'une largeur très régulière de 4,1 m, elle était pavée de grandes dalles de basalte bombées permettant à deux chariots de se croiser, tandis qu'elle était bordée par des chemins de terre pour piéton qui pouvaient se restaurer, se rafraîchir et se reposer grâce aux tabernae et fontaines qui jalonnaient la route.
La Voie Appienne sous le règne de Trajan aurait subi des transformations pour relier de manière plus directe la ville de Bénévent à Canosa (Canusium) et Bari (Barium), formant la Via Appia Traiana.

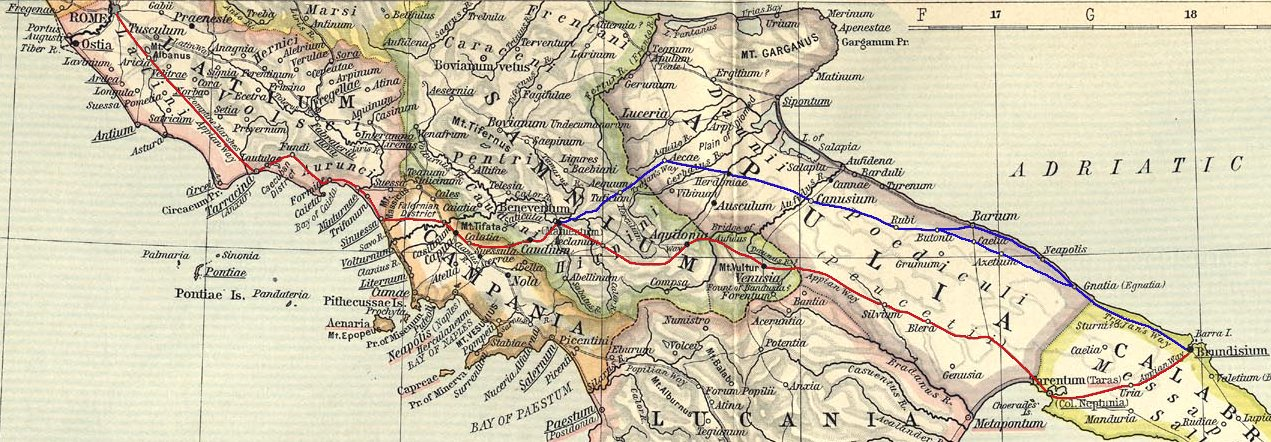
Parcours de la Voie Appienne en rouge. (En bleu est figurée la Via Traiana)

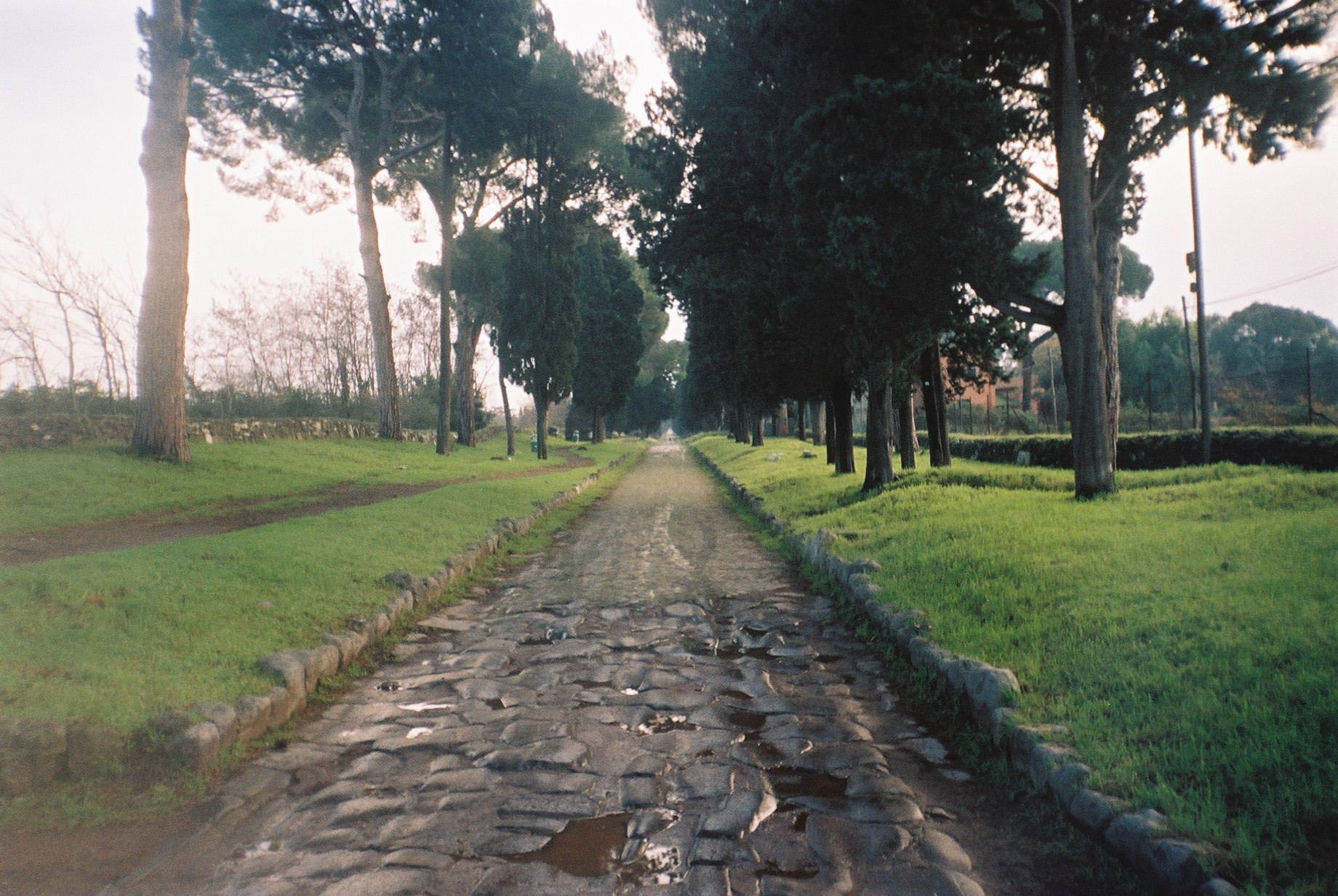
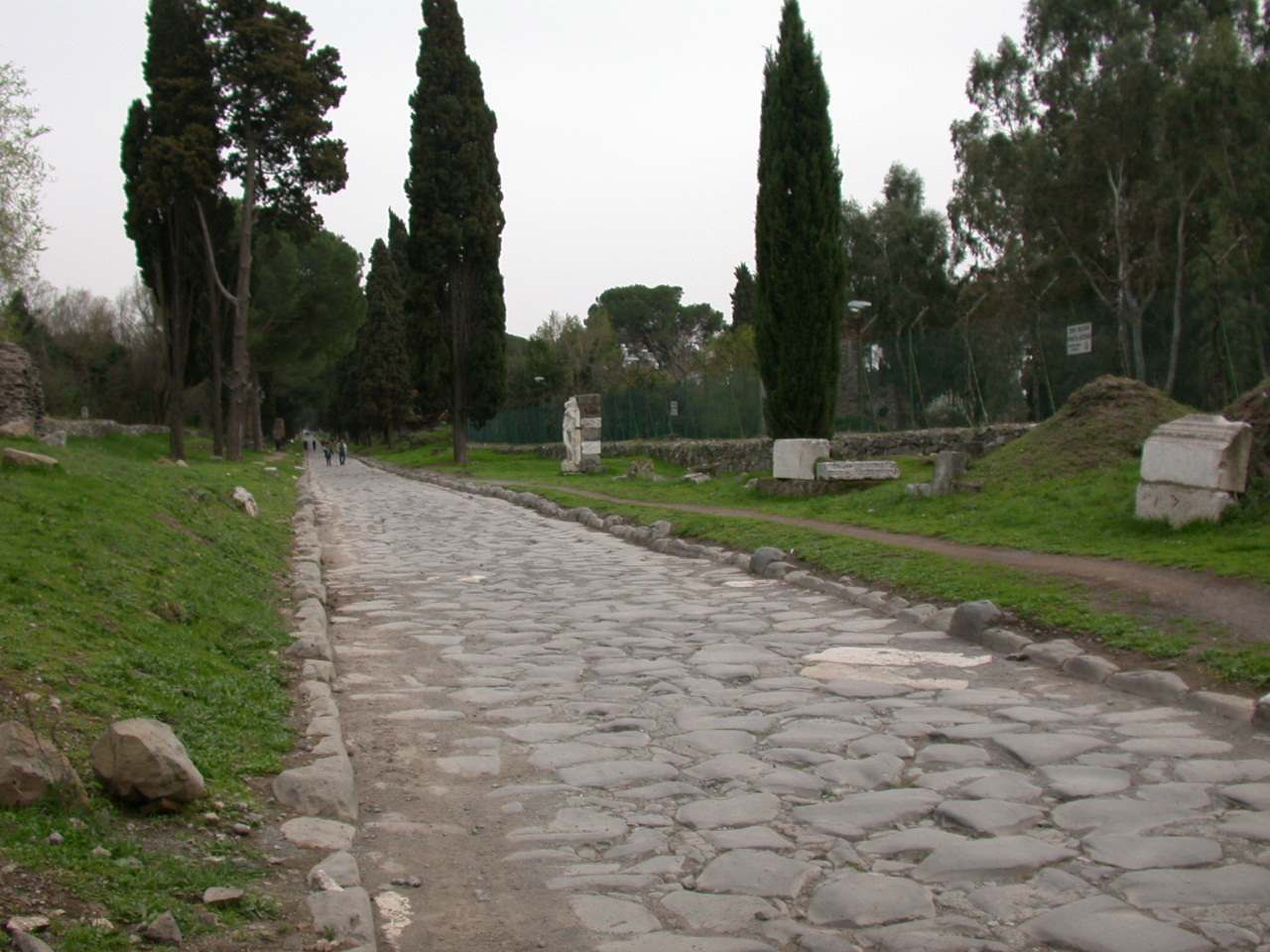
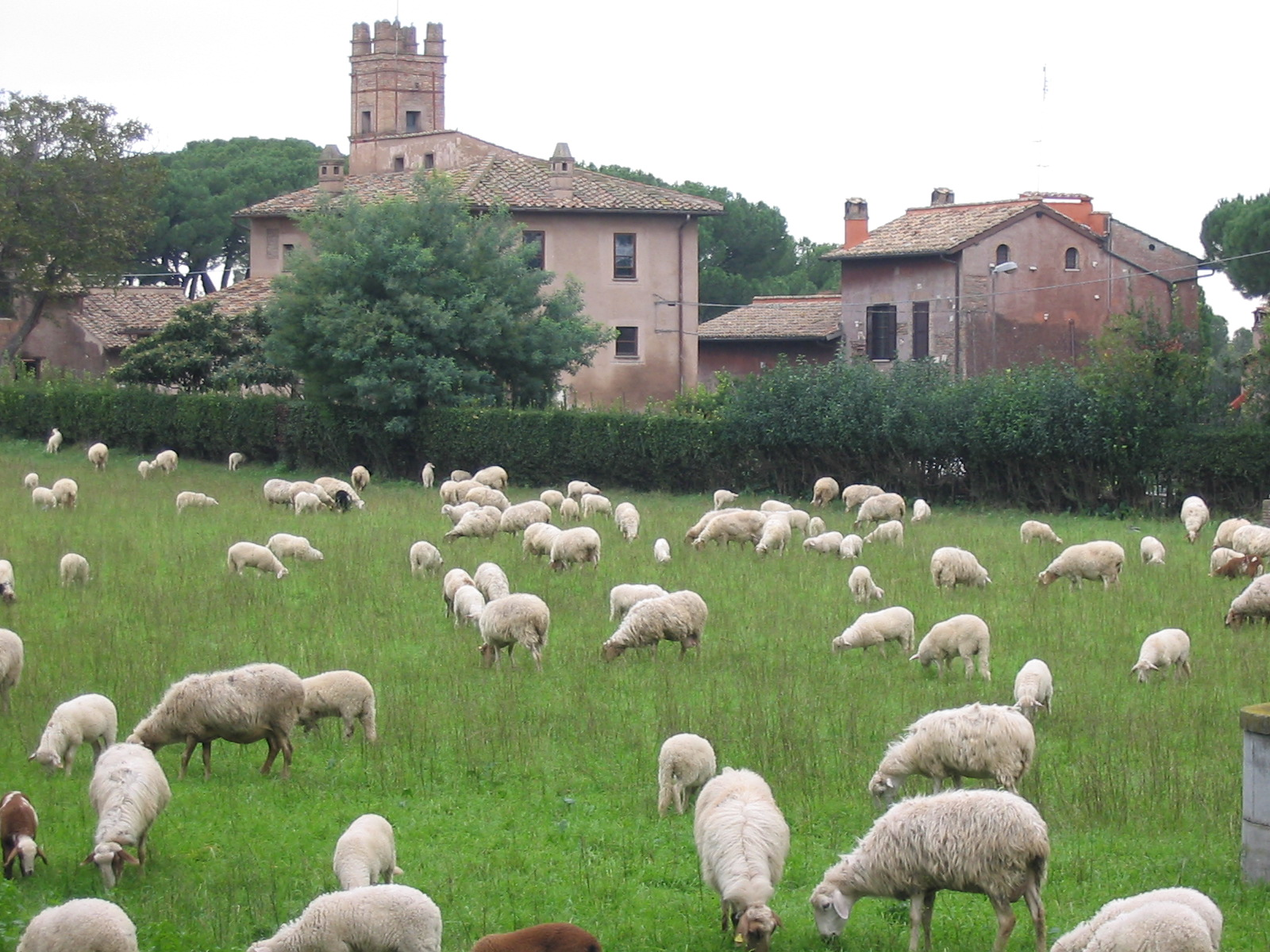

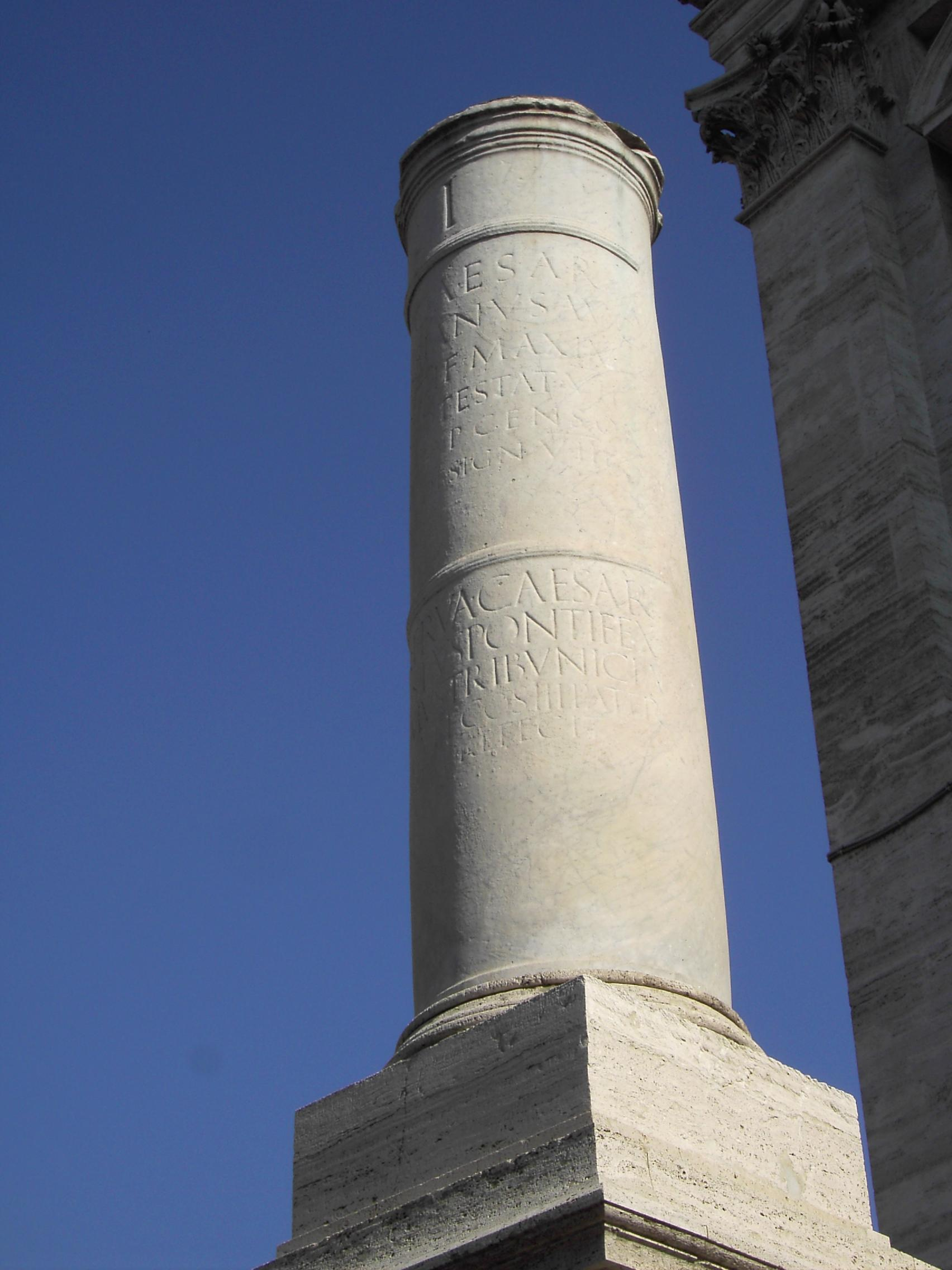
Première borne milliaire de la Voie Appienne aujourd'hui conservée au Capitole ; une copie de la borne est placée sur le lieu original.

C’est sur cette voie qu’apparurent les premières bornes milliaires. L'apôtre Paul l'emprunta pour rejoindre Rome vers l'an 65. Après la chute de l’Empire romain, la Voie Appienne tomba en désuétude, mais des pèlerins chrétiens ou des Croisés continuèrent de l’emprunter pour rejoindre la Terre sainte ; au XVIIIe siècle, le Pape Pie VI ordonna sa restauration et son utilisation. 
De nombreux tronçons de la voie originale ont été préservés jusqu’à nos jours et certains d'entre eux qui ont été modernisés sont encore ouverts au trafic automobile, par exemple aux environs de la ville de Velletri. Récemment, Jacques de Saint Victor s'est efforcé de retrouver et de parcourir le tracé exact de l'antique Voie Appienne, depuis Rome jusqu'à la région des Pouilles. Il en a tiré un récit de voyage plein d'humour, dans lequel se mêlent les réflexions sur l'histoire romaine et l'Italie d'aujourd'hui.

## Parcours
Elle fait plus de 800 km de long.
Le début de la voie semble se situer près des thermes de Caracalla, à Rome.

## La nouvelle Voie Appienne

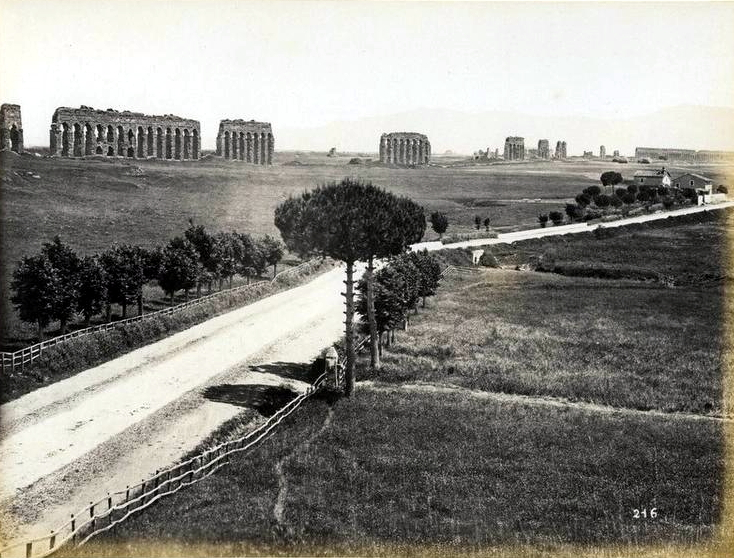
Nouvelle Voie Appienne.
Photo de James Anderson.

En 1784, une nouvelle voie nommée via Appia Nuova, reprenant parfois le tracé de la voie antique, a été construite parallèlement à l’originale.
Vu l’intérêt historique et les nombreux sites archéologiques présents le long de la voie, il a été proposé plusieurs fois la création d'une aire protégée pour préserver et mettre en valeur toutes ces richesses.
Actuellement, le Parc Régional de L'Appia Antica, créé le 10 novembre 1988, abrite une aire d'environ 3 500 hectares autour des villes de Rome, Ciampino et Marino.

## Postérité
19 sections de la Via Appia sont inscrites au patrimoine mondial de l'humanité par l'UNESCO en juillet 2024.
La voie s'étend sur 3 500 hectares de terrain, dont les principales attractions sont la vallée de la Caffarella, les tombes archéologiques de la Voie Latine et le parc des Aqueducs, où se trouvent plusieurs aqueducs antiques.